# 6923 Borzacchini
6923 Borzacchini è un asteroide della fascia principale. Scoperto nel 1993, presenta un'orbita caratterizzata da un semiasse maggiore pari a 2,9944163 au e da un'eccentricità di 0,0741882, inclinata di 10,54022° rispetto all'eclittica.
L'asteroide è dedicato al pilota automobilistico italiano Mario Umberto Borzacchini.